# Epipagis ennoduisalis
Epipagis ennoduisalis là một loài bướm đêm trong họ Crambidae.